# Another Gay Movie
Another Gay Movie é uma comédia romântica de temática gay dirigida por Todd Stephens, estreada em 2006. De cariz satírico, segue o percurso de quatro amigos gays, Andy, Jarod, Nico e Griff que, depois da sua graduação, fazem um pacto para perder a sua "virgindade anal" antes da grande festa do Dia do Trabalho de Muffler, a sua amiga camionista. Cada um deles arruina várias oportunidades para cumprir o pacto, até à noite da festa, quando todos eles são bem sucedidos.

## Enredo
A história gira em torno de quatro amigos gays que recém-formados da Escola Secundaria San Torum. Andy (Michael Carbonaro) é um personagem estranho, louco por sexo que freqüentemente se masturba com frutas e legumes de sua mãe. Jarod (Jonathan Chase) é um atleta bonito e em forma que é bastante inseguro. Griff (Mitch Morris) é um nerd, um cara bem vestido, que é secretamente apaixonado por seu melhor amigo. Nico (Jonah Blechman) é o mais extravagante, extrovertido e afeminado do grupo. Os quatro decidem fazer um pacto para ter relações sexuais até o final do verão. Cada menino passa a buscar sexo de diferentes formas, com resultados tanto trágicos e cômicos. Nico tenta conseguir um encontro on-line com um homem chamado Ryder (Matthew Rush), mas acaba com o avô de Muffle(George Marcy). Andy persegue sua paixão de longa data, seu professor de matemática, o Sr. Puckov (Graham Norton), mas não consegue, em vez disso ele acaba tendo um Ménage à trois com Angel (Darryl Stephens), um stripper, e Beau (James Getzlaff), um lançador de beisebol. Jarod procura atletas companheiros, incluindo Beau, mas acaba por o deixando para ter relações sexuais com Griff, que tenta ganhar a afeição de Angel, e começa com sucesso, mas depois Griff escolhe Jarod como seu verdadeiro amor. Muito do humor vem da forma como cada menino é estranho no romance e como eles são ingênuos sobre sexo. Cada parcela sai pela culatra horrivelmente, até que os meninos finalmente começam a mudar suas atitudes em relação ao sexo, no final do filme.

## Personagens
- Michael Carbonaro como Andy Wilson
- Jonah Blechman como Nico Hunter
- Jonathan Chase como Jarod
- Mitch Morris como Griff
- Ashlie Atkinson como Dawn Muffler
- Scott Thompson como Sr Wilson
- Graham Norton como Sr. Puckov
- Stephanie McVay como Bonnie Hunter
- Lypsinka como Sra. Wilson
- James Getzlaff como Beau
- Darryl Stephens como Angel
- Richard Hatch como Himself
- George Marcy como avô de Muffler
- Megan Saraceni como Mini-Muff
- Saudia Mills como conhecido de Muffler
- Andersen Gabrych como Tyler
- Angela Oh como Tiki
- Joanna Leeds como Daisy
- Matthew Rush como Ryder
- Mink Stole (cenas cortadas) como Sloppi Seconds

## Trilha Sonora
1. "Another Gay Sunshine Day" – Nancy Sinatra
2. "I Know What Boys Like" – Amanda Lepore
3. "Everything Makes Me Think About Sex" – Barcelona
4. "Clap (See the Stars)" – The Myrmidons
5. "Vamos a la Playa" – United States of Electronica
6. "Dirty Boy" – IQU
7. "Hot Stuff" – The Specimen
8. "Fuego" – Naty Botero
9. "All Over Your Face" – Cazwell
10. "Pleasure Boy" – Seelenluft
11. "This is Love" – Self
12. "Peterbilt Angel" – Morel
13. "Another Ray of Sunshine" – Nancy Sinatra
14. "Let the Music Play" – Shannon
15. "I Was Born This Way" – Craig C. featuring Jimmy Somerville